# Franz von Stadion
Franz von Stadion, hrabia Warthausen (ur. 27 lipca 1806 w Wiedniu, zm. 8 czerwca 1853 tamże) – polityk i urzędnik austriacki, 1841–1846 gubernator Pobrzeża, 1847–1848 gubernator Galicji, 1848–1849 minister spraw wewnętrznych i minister edukacji Cesarstwa Austrii.

## Życiorys
Był synem Johanna von Stadiona, austriackiego dyplomaty, ministra spraw zagranicznych i skarbu. Przeznaczony do służby urzędniczej. W latach 1828–1832 pracował kolejno we Lwowie, Stanisławowie i Rzeszowie. W 1841 osiągnął stanowisko gubernatora Pobrzeża. 21 kwietnia 1847 r. został mianowany gubernatorem lwowskim na miejsce arcyksięcia Ferdynanda i w lipcu tego roku wysłany do Galicji. Stadion, mający opinię zdolnego i energicznego administratora, miał za zadanie uspokojenie prowincji (po wypadkach powstania krakowskiego i rzezi chłopskiej).
Odznaczył się talentami politycznymi i organizacyjnymi szczególnie sprawnie pacyfikując wiosną 1848 r. wystąpienia związane z Wiosną Ludów w Galicji – m.in. we Lwowie, gdzie wobec buntujących się Polaków początkowo zgodził się na uwolnienie więźniów politycznych i utworzenie Gwardii Narodowej, a następnie przeciwstawił im zainspirowaną przez siebie Główną Radę Ruską (stąd częste później opinie wśród Polaków galicyjskich, że Stadion „wymyślił” narodowość ukraińską), ogłosił też zniesienie pańszczyzny, zanim uczynił to rząd centralny, uprzedzając w ten sposób ewentualną inicjatywę szlachty galicyjskiej.
Te sukcesy spowodowały, że po rozpoczęciu rozprawy rządu z rewolucją w Wiedniu i objęciu tronu przez młodego Franciszka Józefa I w listopadzie 1848 r. Stadion został powołany na stanowisko ministra spraw wewnętrznych. Stał się wówczas jedną z głównych postaci rządu wiedeńskiego, był m.in. w dużej mierze autorem konstytucji „ołomunieckiej” z marca 1849 r. oraz liberalnego prawa o samorządzie gminnym. Jednak już w lipcu tego roku musiał opuścić stanowisko wskutek poważnej choroby (paraliżu) i został zastąpiony przez konserwatystę Aleksandra von Bacha, który zapoczątkował epokę rządów absolutystycznych. Choroba Stadiona postępowała szybko (dotknęła również jego umysł) i kilka lat później zmarł; mimo to pozostawiono mu przez ten okres stanowisko ministra bez teki. Odznaczony między innymi Krzyżem Wielkim Orderu Leopolda